# Castello (Fara Olivana)

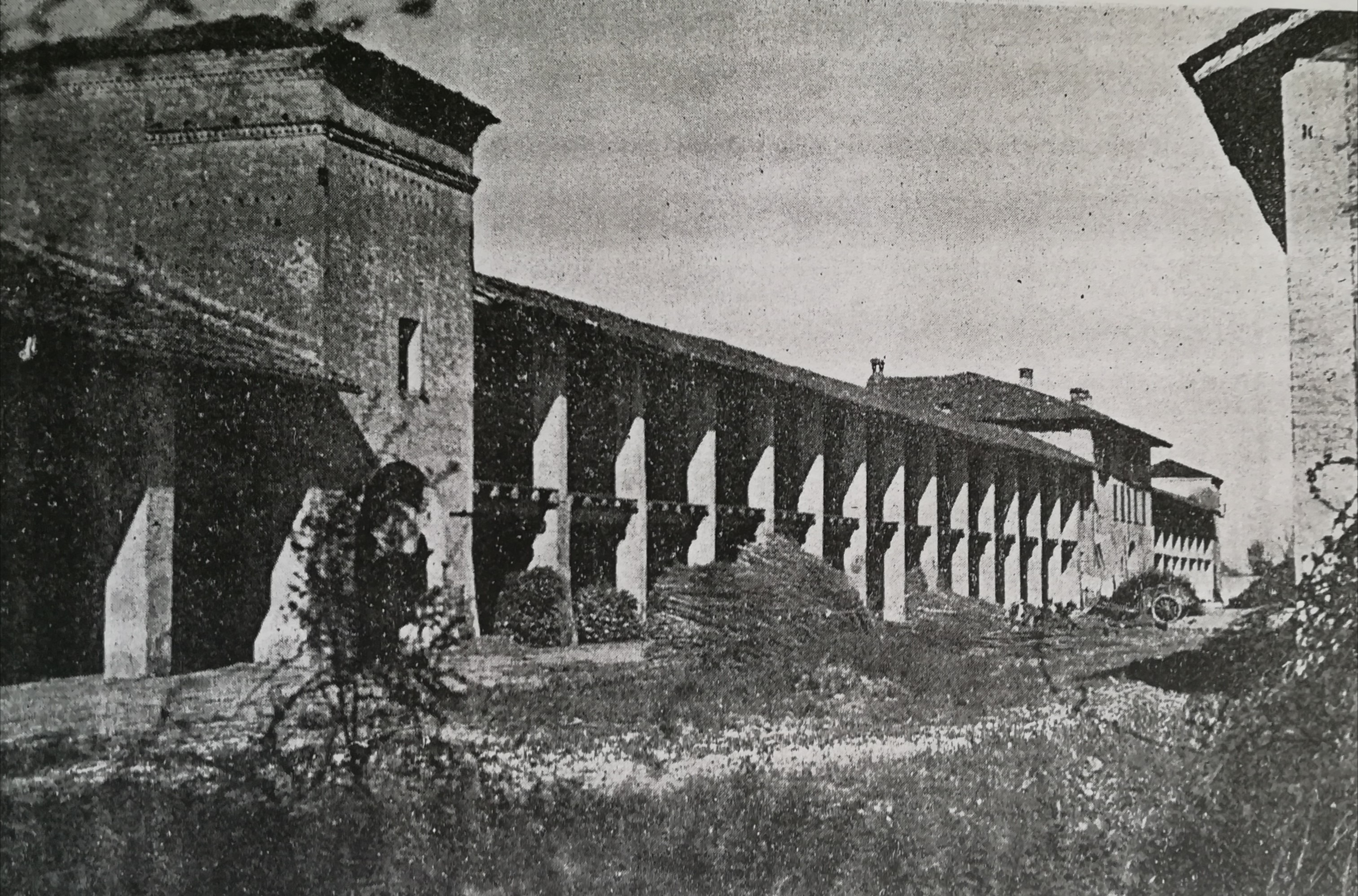
Il Castello in una fotografia del 1945.

Il Castello fu una fortificazione eretta entro le mura di Fara Olivana, nel comune di Fara Olivana con Sola. Costruzione medievale, la struttura difensiva fu più volte oggetto di saccheggi, in particolare nel periodo delle lotte tra i Guelfi e i Ghibellini. Il 4 maggio 1398, venne attaccata, depredata ed in gran parte demolita.

## Storia
Il Castello di Fara Olivana venne edificato tra l'XI e il XII secolo d.C. Non si hanno notizie precise sulla data di costruzione e nemmeno sull'identità dei primi proprietari della fortezza.
Durante il Medioevo fu bersaglio di attacchi frequenti ed assai cruenti. Durante le lotte tra le avverse fazioni dei Guelfi e dei Ghibellini, Fara Olivana si trovò schierata dalla parte dei Guelfi. Cadde perciò sotto l'influenza dei membri della nobile famiglia Della Torre chiamati anche Torriani. Il Castello di Fara, trovandosi in una posizione di confine con il territorio ghibellino, divenne luogo di rifugio durante le frequenti invasioni dei nemici. Non poche noie infatti ebbero gli abitanti di Fara da Buoso da Duera, ricordato anche da Dante nel XXXII canto dell'Inferno. (Inf. XXXII, 116). Questi apparteneva alla fazione dei Ghibellini; discendente della famiglia cremonese dei Dovara fu dapprima amico e poi acerrimo nemico di Ezzelino da Romano; mentre era signore di Soncino fece edificare il Castello di Covo.
Damiano Muoni nella sua opera "L’antico stato di Romano di Lombardia ed altri comuni del suo mandamento" dice che verso la fine del 1300 il Castello apparteneva ai fratelli Pietro e Marco da Rudiano, che avevano trasferito la loro residenza dalla località bresciana scegliendo come dimora la città di Romano di Lombardia.
Secondo gli storici Castello Castelli, padre Celestino Colleoni e l'arciprete Giuseppe Ronchetti, il 4 maggio 1398 alcuni Ghibellini bergamaschi, tra i quali Comino podestà della Valle Camonica attaccarono Ghisalba e la incendiarono. A loro si aggiunsero i Secchi di Caravaggio ed i Rossoni di Treviglio con le loro compagini armate, e tutti insieme si diressero verso Fara Olivana. Dapprima appiccarono fuoco al villaggio e poi anche al Castello, nel quale si erano rifugiati molti Guelfi. Sopraggiunse però il generale del Duca di Milano, Vincenzo Marliani con il suo esercito, e offrì un salvacondotto agli assediati. I Guelfi, tra cui i fratelli Pietro e Marco da Rudiano, uscirono dal loro rifugio e si allontanarono indenni. I Ghibellini allora irruppero nel Castello, lo derubarono e spogliarono di ogni cosa e quindi lo distrussero in gran parte.
Intorno ai resti del Castello, ormai destinato ad altri usi, si consumarono nuove scorrerie da parte dei Ghibellini, specialmente nell'estate del 1443, quando dopo aver saccheggiato Romano di Lombardia raggiunsero Fara ed arrivarono fino a Sola dove depredarono il paese e distrussero la Chiesa di San Lorenzo.
Ancora oggi è in uso tra la popolazione più anziana, l'espressione dialettale: “Àrda che i rìa Chèi de Cóf” (Attento perché arrivano quelli di Covo – cfr. i Ghibellini) usata per avvisare il destinatario di un castigo o di una sonora lezione.
Ciò che rimaneva del Castello venne acquisito dalla Misericordia Maggiore di Bergamo, e l'edificio fu riconvertito ad un uso rurale: offrì alloggio a numerose famiglie di contadini, al loro bestiame e divenne sede dell'attività agricola e cooperativistica del paese.
La storia recente ha visto lo svuotarsi progressivo delle abitazioni. La struttura, che ha ormai perso la sua funzione agricola, è attualmente in disuso e per la sua quasi totalità risulta inaccessibile. Il ricordo del Castello medievale però ci è tramandato dalla toponomastica, che identifica ancora quel luogo con questo nome e vede la presenza di via Castello nelle immediate vicinanze.

## La struttura
In epoca medievale fu l'edificio più grande e più solido di Fara Olivana. Più che di Castello, si trattava in realtà di una grande Rocca, un forte baluardo di difesa e di offesa; con le mura, il fossato, il ponte levatoio e con torri al centro ed all'estremità dei lati.
Il Castello che nel Medioevo fu teatro di lotte tra Guelfi e Ghibellini venne convertito in cascinale, con molteplici porticati, grandi aie, cantine fornite di torchi e di botti.
Dell'antico edificio rimasero alcune linee fondamentali: stanze, colonne, bifore e feritoie. Vi si notano inoltre un portico, tre archi abbassati e due finestre a sesto acuto al primo piano del palazzo con riquadri un tempo affrescati e recanti la data 1368. Degno di menzione anche un portico a pilastri in cotto con capitelli e basamenti e loggetta superiore ad archi multipli. A fianco di una delle porte del Castello, fino agli anni 40 del XX secolo, si poteva vedere una croce di ferro posta a memoria di un fattore della Misericordia Maggiore che venne ucciso da mano ignota con un'archibugiata nel 1682.
Dopo aver subito attraverso i secoli diverse riparazioni e adattamenti, ora versa per la maggior parte in condizione di decadenza.